# Velars-sur-Ouche
Velars-sur-Ouche è un comune francese di 1 761 abitanti situato nel dipartimento della Côte-d'Or nella regione della Borgogna-Franca Contea.

## Società

### Evoluzione demografica
Abitanti censiti